# Bad Vibrations
Bad Vibrations es el sexto álbum de estudio de la banda estadounidense A Day to Remember. Fue lanzado el 2 de septiembre de 2016.

## Lista de canciones
| N.º | Título               | Duración |  |
| 1.  | «Bad Vibrations»     | 3:33     |  |
| 2.  | «Paranoia»           | 3:20     |  |
| 3.  | «Naivety»            | 3:19     |  |
| 4.  | «Exposed»            | 3:38     |  |
| 5.  | «Bullfight»          | 4:35     |  |
| 6.  | «Reassemble»         | 3:57     |  |
| 7.  | «Justified»          | 3:58     |  |
| 8.  | «We Got This»        | 3:49     |  |
| 9.  | «Same About You»     | 3:04     |  |
| 10. | «Turn Off the Radio» | 3:46     |  |
| 11. | «Forgive and Forget» | 4:42     |  |

Edición deluxe
| Deluxe edition |                  |          |  |
| N.º            | Título           | Duración |  |
| 12.            | «Negative Space» | 3:37     |  |
| 13.            | «In Florida»     | 3:22     |  |